# ヤンバルホオヒゲコウモリ
ヤンバルホオヒゲコウモリ(山原頬髭蝙蝠、Myotis yanbarensis)は、哺乳綱翼手目ヒナコウモリ科ホオヒゲコウモリ属に分類される翼手類。

## 分布
日本（奄美大島、沖縄島北部、徳之島）固有種
模式産地は国頭村（沖縄島）。

## 形態
体長4.1 - 4.4センチメートル。尾長4.6センチメートル。体重4 - 8グラム。全身の体毛は黒く、刺毛の先端に銀色の金属光沢がない。腹面の体毛の先端は淡褐色。飛膜の色も黒色である。ホオヒゲコウモリ属に共通する特徴である、ほっそりした耳介と先が細い耳珠をもつ。
前腕長3.5 - 3.8センチメートル。

## 分類
1996年にリュウキュウテングコウモリと共に沖縄島北部で発見され、後に奄美大島や徳之島でも発見されている。クロホオヒゲコウモリに近縁だと考えられている。

## 生態
常緑広葉樹林に生息する。林内の下層や道を這うように飛ぶ。急旋回等、機動性の高い飛翔も行う。昼間は樹洞で休むと考えられている。本種とリュウキュウテングコウモリが発見されるまでは、南西諸島では樹洞をねぐらとする翼手類は確認されていなかった。樹洞生息性コウモリであり、昼間は樹洞を隠れ家として、夜間に採餌のために出洞して飛翔する昆虫類を捕らえると考えられている。
近年発見された種であり、個体数も少ないことから、生態についての詳細は不明である。

## 人間との関係
分布が非常に限定的で、森林伐採や圃場整備・土地造成・道路やダム建設などによる樹洞の減少により生息数は減少している。2017年現在沖縄県レッドリストでは絶滅危惧IA類と判定されている。
絶滅危惧IA類 (CR)（環境省レッドリスト）